# برنارد کامری
برنارد استرلینگ کامری (انگلیسی: Bernard Comrie؛ (زادهٔ ۲۳ مهٔ ۱۹۴۷) زبان‌شناسی زادهٔ بریتانیا است. کامری متخصص در رده‌شناسی زبانی، همگانی‌های زبان و زبان‌های قفقاز است. وی همچنین برندهٔ جوایزی همچون عضو آکادمی بریتانیا شده است.

## زندگی شخصی

### دوران ابتدایی زندگی و تحصیلات
کامری در ساندرلند، انگلستان در ۲۳ مهٔ ۱۹۴۷ به دنیا آمد. او مدرک کارشناسی و دکترای خود را در رشته زبان‌های نو و قرون وسطی و زبان‌شناسی از دانشگاه کمبریج دریافت کرد، و در همان‌جا نیز به تدریس زبان روسی و زبان‌شناسی پرداخت تا آن‌که به گروه زبان‌شناسی دانشگاه کالیفرنیای جنوبی منتقل شد.

### زندگی شخصی
او در سال ۱۹۸۵ با آکیکو کوماهیرا، استاد زبان‌شناسی، ازدواج کرد.

## زندگی حرفه‌ای

### فعالیت دانشگاهی
او به‌مدت ۱۷ سال استاد و مدیر پیشین گروه زبان‌شناسی مؤسسه انسان‌شناسی فرگشتی ماکس پلانک در لایپزیگ، آلمان بود و هم‌زمان عنوان استاد ممتاز زبان‌شناسی در دانشگاه کالیفرنیا، سانتا باربارا را نیز داشت که از ۱ ژوئن ۲۰۱۵ به‌طور کامل به آن دانشگاه بازگشت. او همچنین سابقه تدریس در دانشگاه کالیفرنیای جنوبی و دانشگاه کالیفرنیا، لس‌آنجلس را دارد.

### افتخارات
کامری به‌عنوان عضو آکادمی بریتانیا (FBA)، که آکادمی ملی علوم انسانی و علوم اجتماعی بریتانیاست، برگزیده شد. او در سال ۲۰۰۰ به عضویت خارجی آکادمی سلطنتی هنر و علوم هلند درآمد. همچنین در سپتامبر ۲۰۱۷، مدال نیل و سارس اسمیت در زبان‌شناسی را از آکادمی بریتانیا دریافت کرد.

## آثار برگزیده

### کتاب‌ها
در ادامه، عناوین انگلیسی کتاب‌ها و مقاله‌ها به‌همراه ترجمهٔ فارسی آن‌ها در پرانتز افزوده شده‌اند:
- The World's Major Languages (زبان‌های اصلی جهان) (ویراسته)، ۱۹۸۷، نیویورک: انتشارات دانشگاه آکسفورد، شابک ‎۰-۱۹-۵۲۰۵۲۱-۹. چاپ دوم: ۲۰۰۹، راتلج شابک ‎۹۷۸-۰-۴۱۵-۳۵۳۳۹-۷.
- Tense (زمان دستوری)، ۱۹۸۵، انتشارات دانشگاه کمبریج. شابک ‎۹۷۸۱۱۳۹۱۶۵۸۱۵.
- The Languages of the Soviet Union (زبان‌های اتحاد جماهیر شوروی)، ۱۹۸۱، انتشارات دانشگاه کمبریج (مجموعه بررسی‌های زبانی کمبریج)، شابک ‎۰-۵۲۱-۲۳۲۳۰-۹ (گالینگور) و شابک ‎۰-۵۲۱-۲۹۸۷۷-۶ (شومیز)
- Language Universals and Linguistic Typology: Syntax and Morphology (جهان‌شمول‌های زبانی و گونه‌شناسی زبان‌شناختی: نحو و ساخت‌واژه)، ۱۹۸۱، انتشارات دانشگاه شیکاگو.
- Aspect: An Introduction to the Study of Verbal Aspect and Related Problems (وجه فعل: درآمدی بر مطالعهٔ وجه فعلی و مسائل مرتبط)، ۱۹۷۶، انتشارات دانشگاه کمبریج.

### مقاله‌ها
- کامری، برنارد. ۱۹۷۵. Causatives and universal grammar (ساخت‌های سببی و دستور زبان جهان‌شمول). Transactions of the Philological Society 1974. صفحات ۱ تا ۳۲.
- کامری، برنارد. ۱۹۷۶. The syntax of causative constructions: Cross-language similarities and divergences (نحوِ ساخت‌های سببی: شباهت‌ها و تفاوت‌های بین‌زبانی). در: Shibatani, Masayoshi (ed.), Syntax and Semantics 6: The Grammar of Causative Constructions (نحو و معناشناسی ۶: دستور ساخت‌های سببی)، صفحات ۲۶۱–۳۱۲. نیویورک: Academic Press.
- کامری، برنارد. ۱۹۷۸. Ergativity (افعال کُنایی). در: Lehmann, Winfred P. (ed.), Syntactic typology: Studies in the phenomenology of language (گونه‌شناسی نحوی: پژوهش‌هایی در پدیدارشناسی زبان)، صفحات ۳۲۹–۳۹۴. آستین: انتشارات دانشگاه تگزاس.
- کامری، برنارد. ۱۹۸۶. Markedness, grammar, people, and the world (نشانداری، دستور زبان، مردم و جهان). در: Eckman, Fred R. & Moravcsik, Edith A. & Wirth, Jessica R. (eds.), Markedness (نشانداری)، صفحات ۸۵–۱۰۶. نیویورک: Plenum.
- کامری، برنارد. ۱۹۹۹. Reference-tracking: Description and explanation (پیگیری ارجاع: توصیف و تبیین). *Sprachtypologie und Universalienforschung، جلد ۵۲ (شماره ۳–۴). صفحات ۳۳۵–۳۴۶.
- کامری، برنارد. ۲۰۰۵. Alignment of case marking (هم‌ترازی نشانگرهای نقش‌نما). در: Haspelmath, Martin & Dryer, Matthew S. & Gil, David & Comrie, Bernard (eds.), The world atlas of language structures (اطلس جهانی ساختارهای زبانی)، صفحات ۳۹۸–۴۰۵. آکسفورد: انتشارات دانشگاه آکسفورد. ((http://wals.info/chapter/98))
- Keenan, Edward L. & Comrie, Bernard. 1977. Noun phrase accessibility and universal grammar (دست‌یابی‌پذیری گروه اسمی و دستور زبان جهان‌شمول). Linguistic Inquiry، جلد ۸، صفحات ۶۳–۹۹.